# D 965 (Türkei)
Die Straße D 965 (Devlet yolu 965) ist eine Straße im Osten der Türkei. Sie verbindet die Städte Ardahan, Kars, Ağrı, Patnos, Tatvan und Siirt. Von ihrem Anfang im Norden bis südwestlich von Kars ist sie Teil der Europastraße 691, vom Vansee bis zum Abzweig der Straße 360 am Bitlis Cayı der Europastraße 99. 410 km der Straße verfügen über geteilte Fahrbahnen, sind aber nicht kreuzungsfrei ausgebaut.

## Verlauf
Die Straße beginnt im Norden in der Nähe von Ardahan beim Abzweig von der D 010 bei Çamlıçatak und verläuft in südsüdöstlicher Richtung über den Sakaltutan-Pass (2212 m) nach Suzuz und weiter in die Provinzhauptstadt Kars. Von dort führt sie weiter nach Südwesten, trennt sich von der D 957, die in Richtung Erzurum führt und der die E 691 folgt, führt, ein Stück gemeinsam mit der D 080, generell nach Süden in die Provinzhauptstadt Ağrı und von dort weiter generell nach Südwesten zur Kreisstadt Patnos und zum Nordufer des Vansees. Dabei überwindet sie den Paslı-Pass (2020 m) zwischen Kars und Kağızman, den Yukkent-Pass (2270 m) zwischen Kağızman und Ağrı und den Tutak-Pass (1770 m) zwischen Tutak und Patnos. Diesem folgt sie, ab der Einmündung der D 290 zugleich als Europastraße 99, bis zur Stadt Tatvan am Westende des Sees, führt weiter über die Provinzhauptstadt Bitlis und dem Bitlis Cayı folgend bis zum Abzweig der D 360 (der die Europastraße folgt) in Veyselkarani. Von dort führt die D 965 nach Süden in die Provinzhauptstadt Siirt, wo sie in die D 370 übergeht.
.